# Anthrax inaquosum
Anthrax inaquosum är en tvåvingeart som beskrevs av Marston 1970. Anthrax inaquosum ingår i släktet Anthrax och familjen svävflugor. Inga underarter finns listade i Catalogue of Life.